# UTair Flight 120
UTair Flight 120 refererer til en indenrigsruteflyvningfra Tyumen til Surgut, Khanty-Mansia, Rusland. Den 2. april 2012 styrtede en ATR72-201 ned kort efter take-off fra Roschino International Airport hvorved 31 af de 43 ombordværende blev dræbt.

## Flyet
Flyet var et ATR72-201, fremstillet af fransk-italienske ATR og
registreret i Bermuda under navnet VP-BYZ. Flyet, havde serienummeret 332, blev fremstillet i 1992 og fløj, den 20. oktober samme år. Det blev leveret til TransAsia Airways den 16. december, 1992 og fløj efterfølgende hos Finnair og Aero Airlines før det endte hos UTair Aviation i juli 2008.

## Ulykken
Flyet styrtede ned kort efter take-off fra Roschino Airport, Tyumen. Ulykken skete 07:35 lokal tid (01:35 UTC), omkring 1 sømil (2 km) sydvest fra enden af landingsbanen, nær landsbyen Gorkovka. Besætningen, forsøgte en nødlanding omkring en kilometer fra lufthavnen. Ud af de 43 personer ombord, blev 31 dræbt, og 12 overlevede. En kilde fastslår, at alle fire, besætningsmedlemmer ombord omkom,, mens en anden har fastslået at det første besætningsmedlem overlevede. Alle 12 overlevende, fik vedvarende kritiske skader. Efter ulykken, blev de kørt til et hospital i Tyumen.
UTair havde solgt 40 billetter til flyvningen, men en passagerer fra Khanty-Mansi Autonomous Okrug, dukkede ikke op til afgangen. Passageren var Nikolay Medvedev, et medlem af bestyrelsen for Surgutneftegas.

## Undersøgelse
Embedsmænd har udtalt, at det efterforsker muligheden for en teknisk fejl, efter at et øjenvidne havde rapporteret om røg fra flyets motor, da det styrtede ned. Flyets Sorte boks blev senere fundet i god stand.